# ويليام فلانغن (لاعب كرة قدم أمريكية)
ويليام فلانغن (بالإنجليزية: William Flanagan)‏ هو لاعب كرة قدم أمريكية أمريكي، ولد في 27 أبريل 1901 في بيوكانان في الولايات المتحدة، وتوفي في 4 فبراير 1975 في مرتينسبورغ في الولايات المتحدة.

## وصلات خارجية
- ويليام فلانغن على موقع مرجع كرة القدم المحترفة.كوم (الإنجليزية)